# Тувинское землетрясение (2012)
Тувинское землетрясение 2012 года — землетрясение магнитудой 6,7—6,9 произошло 26 февраля 2012 года в 14:17:16 по местному времени (в 10:17:16 по московскому времени) в Республике Тыва. Интенсивность землетрясения в эпицентре составила 8,5 балла. Эпицентр землетрясения находился в 101 км восточнее Кызыла.
В зону землетрясения попали более 1017 населённых пунктов, по состоянию на 15:00 мск 26 февраля 2012 года жертв и разрушений не было, но спустя месяц ущерб был оценён в 2 млрд руб. Толчки ощущались в Абакане (магнитудой 3,6), Красноярске (3,1), Иркутске (3,0), Кемерово (2,0), Барнауле (2,0), Новосибирске (1,6), Томске (1,0). Помимо Тувы землетрясение ощущалось в семи регионах Сибирского федерального округа.
Постановлением правительства Тувы от 26 февраля 2012 года № 99 на территории Тувы был введён режим чрезвычайной ситуации. Режим чрезвычайной ситуации отменён с 23 марта 2012 года Постановлением правительства Тувы от 22 марта 2012 года № 129.
По состоянию на 12:00 по местному времени 27 февраля 2012 года на территории Тувы зарегистрирован 21 афтершок (повторный толчок).
Ущерб от землетрясения составил более 2 млрд руб., в ходе обследования зданий и сооружений выявлено 2158 повреждённых объектов, среди которых предприятия жизнеобеспечения, мосты и дороги, жилье, школы, детсады, больницы, сельские клубы и библиотеки.
Землетрясение 26 февраля 2012 года завершило развитие процесса сейсмической активности, начатое в декабре 2011 года. «Первое землетрясение было сдвигом, а второе — взбросом, который, с позиции физики очага, ограничивает и завершает развитие процесса, сформировавшегося при первом событии 27 декабря прошлого года» — заявил Виктор Соловьёв, заместитель директора Алтае-Саянского филиала геофизической службы Сибирского отделения РАН.